# Ilnur Asatowitsch Sakarin
Ilnur Asatowitsch Sakarin, englisch Ilnur Zakarin, (russisch Ильнур Азатович Закарин; * 15. September 1989 in Nabereschnyje Tschelny, Tatarische ASSR, Russische SFSR, Sowjetunion) ist ein ehemaliger russischer Radrennfahrer tatarischer Abstammung. Er galt als starker Bergfahrer mit Schwächen in der Abfahrt.

## Werdegang
Ilnur Sakarin wurde 2007 Europameister im Einzelzeitfahren der Juniorenklasse. 2009 erhielt er – noch vor seinem 20. Geburtstag – wegen Dopings mit Metandienon eine Zweijahressperre. Er selbst sagte 2015 dazu: „Ich war jung und dumm, es war ein Fehler.“
2012 fuhr Sakarin für das russische Continental Team Itera-Katusha. Dort gewann er den Grand Prix of Donetsk, zwei Etappen sowie die Gesamtwertung beim Grand Prix of Adygeya und jeweils eine Etappe beim Giro Ciclistico d’Italia und bei der Tour Alsace. Daraufhin fuhr er Ende des Jahres beim Katusha Team als Stagiaire und ab 2013 für RusVelo. In der Saison 2013 gewann Sakarin jeweils die Einzelzeitfahren beim Grand Prix of Adygeya und bei der russischen Meisterschaft.
2015 gewann er – wieder für das Team Katusha – mit der Gesamtwertung der Tour de Romandie sein erstes WorldTour-Rennen. Im selben Jahr gelang Sakarin sein bis dahin größter Erfolg, als er die 11. Etappe des Giro d’Italia für sich entschied. Dabei hatte er sich rund 20 Kilometer vor dem Ziel in Imola aus einer Ausreißergruppe abgesetzt und war mit einem Vorsprung von 53 Sekunden ins Ziel gekommen. In der Gesamtwertung belegte er Platz 44.
2016 feierte er weitere Erfolge: Er gewann im Frühjahr eine Etappe von Paris–Nizza. Nachdem er beim Giro d’Italia 2016 auf Platz fünf der Gesamtwertung liegend auf der 18. Etappe auf einer Abfahrt mit 100 km/h stürzte und sich das Schlüsselbein brach, konnte er bei der anschließenden Tour de France die 17. Etappe, die mit einer anspruchsvollen Bergankunft endete, gewinnen. Er wurde 25. der Tour. Im selben Jahr sowie im Jahr darauf wurde er erneut russischer Meister im Einzelzeitfahren

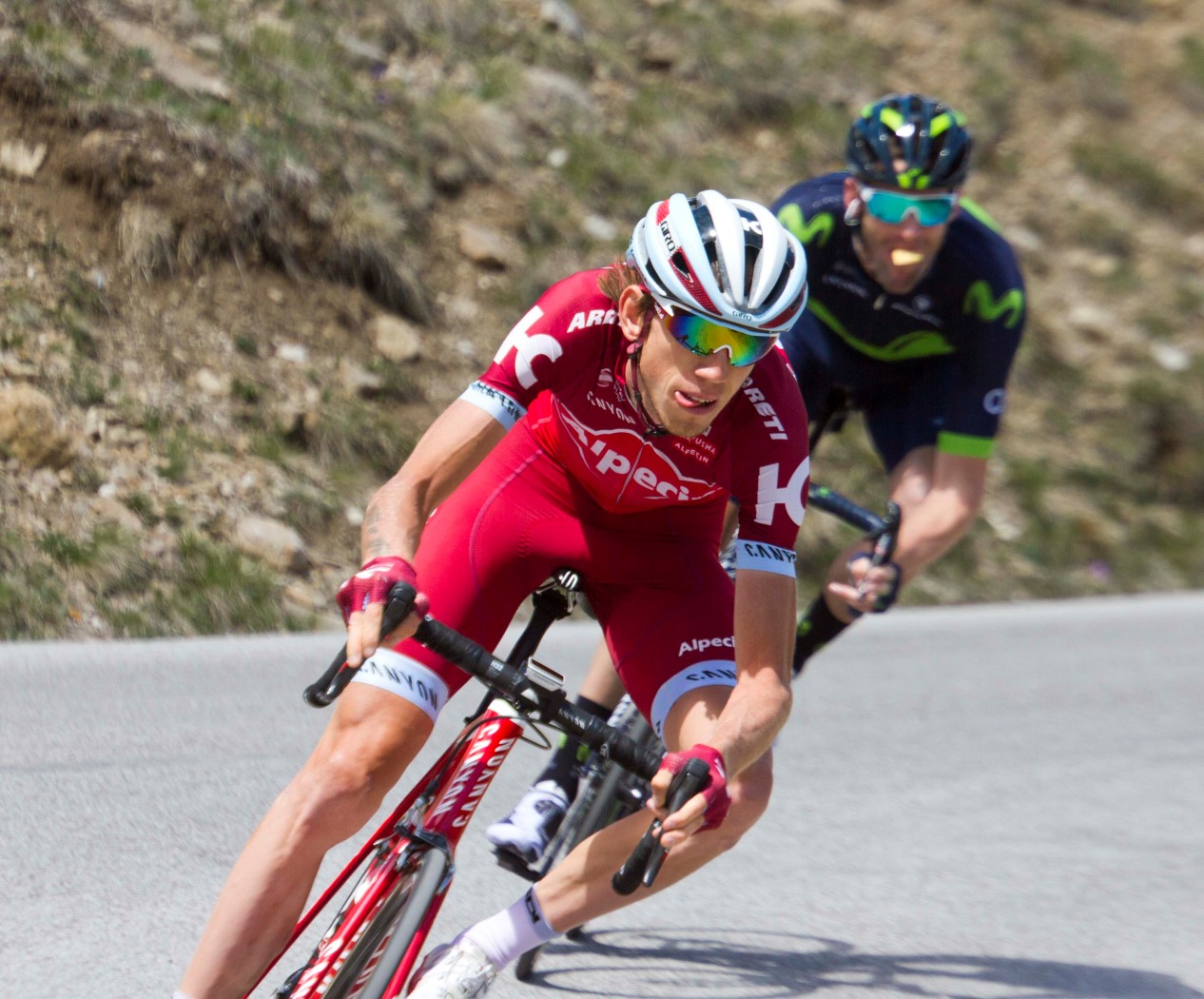
Sakarin beim Giro d’Italia 2017

2017 hatte Ilnur Sakarin seinen Durchbruch als Gesamtwertungsfahrer: Beim Giro d’Italia belegte er Platz fünf und bei der Vuelta a España Platz drei. Der Sportliche Leiter von Katusha, Dmitri Konyschew, kommentierte diese Leistungen: „Er hat auch das Zeug zum Leader.“ 2018 wurde Sakarin bei der Tour de France Neunter und bei der Vuelta a España Zwanzigster im Gesamtklassement. 2019 gewann er die 13. Etappe beim Giro d’Italia. Dabei setzte er sich zwei Kilometer vor dem Ziel der Bergankunft von seinem letzten Begleiter Mikel Nieve ab und gewann mit 35 Sekunden Vorsprung. Durch diesen Etappengewinn verbesserte er sich vom zwölften auf den dritten Platz der Gesamtwertung.
Nach Auflösung des Team Katusha Alpecin schloss sich Zakarin 2020 für ein Jahr dem CCC Team an, bevor er 2021 zu Gazprom-RusVelo wechselte. Er konnte in dieser Zeit an seine vorherigen Erfolge nicht anknüpfen. Nachdem Gazprom-Rusvelo von der Union Cycliste Internationale aufgrund der Russischen Invasion der Ukraine im März 2022 suspendiert worden war und sich anschließend aufgelöst hatte, erklärte Zakarin im Juni 2022 seinen Rücktritt als Radrennfahrer.

## Erfolge
2007
- Europameister – Einzelzeitfahren (Junioren)

2012
- Grand Prix of Donetsk
- Gesamtwertung und zwei Etappen Grand Prix of Adygeya
- eine Etappe Giro Ciclistico d’Italia
- eine Etappe Tour Alsace

2013
- eine Etappe Grand Prix of Adygeya
- Russischer Meister – Einzelzeitfahren

2014
- Gesamtwertung Grand Prix Sotschi
- Gesamtwertung und eine Etappe Grand Prix of Adygeya
- Gesamtwertung Tour d’Azerbaïdjan

2015
- Gesamtwertung Tour de Romandie
- eine Etappe Giro d’Italia

2016
- eine Etappe Paris-Nizza
- eine Etappe Tour de France
- Russischer Meister – Einzelzeitfahren

2017
- Russischer Meister – Einzelzeitfahren

2019
- eine Etappe Giro d’Italia

## Grand-Tour-Platzierungen
| Grand Tour            | 2015 | 2016 | 2017 | 2018 | 2019 | 2020 |
| --------------------- | ---- | ---- | ---- | ---- | ---- | ---- |
| Giro d’ItaliaGiro     | 44   | DNF  | 5    | –    | 10   | 22   |
| Tour de FranceTour    | –    | 25   | –    | 9    | 51   | DNF  |
| Vuelta a EspañaVuelta | –    | –    | 3    | 20   | –    | –    |